# 2000 Years: The Millennium Concert
2000 Years: The Millennium Concert è il terzo album dal vivo del cantautore statunitense Billy Joel, pubblicato il 2 maggio 2000 dall'etichetta discografica Sony Music.

## Tracce
CD 1
Testi e musiche di Billy Joel, eccetto dove indicato.
1. Beethoven's Ninth Symphony – 1:43 (Ludwig van Beethoven)
2. Big Shot – 4:55
3. Movin' Out (Anthony's Song) – 5:23
4. Summer, Highland Falls – 5:29
5. The Ballad of Billy the Kid – 6:52
6. Don't Ask Me Why – 4:49
7. New York State of Mind – 8:29
8. I've Loved These Days – 4:30
9. My Life – 5:47
10. Allentown – 4:48 (Billy Joel, Ludwig van Beethoven)
11. Prelude/Angry Young Man – 5:23
12. Only the Good Die Young – 3:49

CD 2
Testi e musiche di Billy Joel, eccetto dove indicato.
1. I Go to Extremes – 5:01
2. Goodnight Saigon – 7:28
3. We Didn't Start the Fire – 5:21
4. Big Man on Mulberry Street – 5:29
5. 2000 Years – 6:02
6. Auld Lang Syne – 1:44 (Tradizionale, Robert Burns)
7. The River of Dreams – 5:54 (Billy Joel, Chris Kenner)
8. Scenes from an Italian Restaurant – 8:05
9. Dance to the Music – 3:17 (Sly Stone)
10. Honky Tonk Women – 3:17 (Mick Jagger, Keith Richards)
11. It's Still Rock & Roll to Me – 4:08
12. You May Be Right – 6:07
13. This Night – 4:49 (Billy Joel, Ludwig van Beethoven)

## Classifiche
| Classifica (2000) | Posizione massima |
| ----------------- | ----------------- |
| Germania          | 64                |
| Regno Unito       | 68                |
| Stati Uniti       | 40                |